# Olympia 68 Basketball 2012-2013
La stagione 2012-2013 dell'Olympia 68 Basketball è stata la prima disputata in Serie A2 femminile dalla nuova società.
La società reggina si è classificata all'undicesimo posto in A2 e si è salvata ai play-out.

## Verdetti stagionali
Competizioni nazionali
- Serie A2:

stagione regolare: 11º posto su 13 squadre (5-19).
play-out: elimina al primo turno il College Italia (2-0).

## Rosa
| Giocatrici |
| ---------- |

| N° | Naz.                            | Ruolo | Sportivo                | Anno | Alt. |  |
| -- | ------------------------------- | ----- | ----------------------- | ---- | ---- |  |
| 4  | Italia (bandiera)               | G     | Ilenia Certomà          | 1993 | 173  |  |
| 5  | Italia (bandiera)               | P     | Daniela Servillo        | 1989 | 170  |  |
| 8  | Italia (bandiera)               | P     | Fabiana Amodeo          | 1993 | 168  |  |
| 9  | Italia (bandiera)               | PG    | Loredana Costantino     | 1973 | 170  |  |
| 10 | Italia (bandiera)               | A     | Valeria Imeneo          | 1994 | 178  |  |
| 12 | Italia (bandiera)               | C     | Mariam Anechoum         | 1994 | 185  |  |
| 13 | Italia (bandiera)               | A     | Elisabetta Linguaglossa | 1987 | 184  |  |
| 14 | Bosnia ed Erzegovina (bandiera) | C     | Selma Delibašić         | 1980 | 193  |  |
| 15 | Italia (bandiera)               | G     | Giulia Melissari        | 1993 | 176  |  |
| 16 | Italia (bandiera)               | A     | Tania Bertan            | 1980 | 182  |  |
| 20 | Italia (bandiera)               | AC    | Maria Clara Catrini     | 1995 | 186  |  |

| Staff tecnico                                                                                   |
| ----------------------------------------------------------------------------------------------- |
| Allenatore: Enzo Porchi, dall'8ª Michele Del Vecchio, nella gara-2 del play-out Maurizio Arcudi |

| Giocatrici acquisite a stagione in corso |
| ---------------------------------------- |

| N° | Naz.              | Ruolo | Sportivo                       | Anno | Alt. |  |
| -- | ----------------- | ----- | ------------------------------ | ---- | ---- |  |
| 11 | Italia (bandiera) | C     | Sara Antonelli (dal 4 gen.)    | 1989 | 198  |  |
| 17 | Italia (bandiera) | P     | Giada Ballardini (dall'8 dic.) | 1986 | 172  |  |

## Statistiche
| Giocatrice              | Partite | Partite | Partite | Pun | Min. | Falli | Falli | Tiri da 2 | Tiri da 2 | Tiri da 2 | Tiri da 3 | Tiri da 3 | Tiri da 3 | Tiri Liberi | Tiri Liberi | Tiri Liberi | Rimbalzi | Rimbalzi | Rimbalzi | Stopp. | Stopp. | Palle | Palle | Ass | Val. | Val. | A+dP |
| Giocatrice              | Pr      | PG      | SF      | Pun | Min. | C     | S     | R         | T         | %         | R         | T         | %         | R           | T           | %           | O        | D        | T        | D      | S      | P     | R     | Ass | Lega | OER  | A+dP |
| ----------------------- | ------- | ------- | ------- | --- | ---- | ----- | ----- | --------- | --------- | --------- | --------- | --------- | --------- | ----------- | ----------- | ----------- | -------- | -------- | -------- | ------ | ------ | ----- | ----- | --- | ---- | ---- | ---- |
| Delibašić Selma         | 26      | 26      | 26      | 300 | 898  | 48    | 70    | 123       | 291       | 42,3      | 2         | 10        | 20,0      | 48          | 66          | 72,7        | 76       | 178      | 254      | 17     | 2      | 86    | 44    | 5   | 360  | 0,71 | -37  |
| Bertan Tania            | 22      | 21      | 20      | 232 | 605  | 60    | 66    | 43        | 124       | 34,7      | 31        | 95        | 32,6      | 53          | 68          | 77,9        | 16       | 88       | 104      | 2      | 6      | 70    | 39    | 4   | 151  | 0,65 | -27  |
| Melissari Giulia        | 26      | 25      | 23      | 230 | 757  | 64    | 47    | 57        | 167       | 34,1      | 28        | 115       | 24,3      | 32          | 48          | 66,7        | 17       | 68       | 85       | 1      | 6      | 91    | 28    | 10  | 27   | 0,57 | -53  |
| Linguaglossa Elisabetta | 25      | 25      | 19      | 216 | 674  | 55    | 79    | 58        | 143       | 40,6      | 18        | 75        | 24,0      | 46          | 71          | 64,8        | 37       | 104      | 141      | 8      | 4      | 91    | 42    | 4   | 173  | 0,61 | -45  |
| Certomà Ilenia          | 26      | 25      | 10      | 115 | 506  | 49    | 43    | 27        | 64        | 42,2      | 13        | 33        | 39,4      | 22          | 38          | 57,9        | 42       | 63       | 105      | 1      | 3      | 54    | 18    | 6   | 109  | 0,59 | -30  |
| Ballardini Giada        | 17      | 17      | 12      | 89  | 495  | 34    | 38    | 27        | 50        | 54,0      | 7         | 28        | 25,0      | 14          | 22          | 63,6        | 18       | 53       | 71       |        | 7      | 66    | 38    | 8   | 85   | 0,65 | -20  |
| Servillo Maria Daniela  | 14      | 14      | 13      | 82  | 411  | 32    | 58    | 25        | 84        | 29,8      | 0         | 16        | 0,0       | 32          | 39          | 82,1        | 9        | 24       | 33       | 1      | 4      | 57    | 44    | 11  | 54   | 0,47 | -2   |
| Costantino Loredana     | 26      | 23      |         | 50  | 275  | 21    | 8     | 4         | 20        | 20,0      | 11        | 57        | 19,3      | 9           | 12          | 75,0        | 4        | 12       | 16       |        | 1      | 25    | 11    | 3   | -24  | 0,34 | -11  |
| Anechoum Mariam         | 26      | 22      | 3       | 26  | 242  | 24    | 17    | 7         | 21        | 33,3      |           |           |           | 12          | 22          | 54,5        | 19       | 23       | 42       |        |        | 15    | 5     |     | 27   | 0,27 | -10  |
| Antonelli Sara          | 14      | 13      | 4       | 24  | 242  | 23    | 9     | 9         | 29        | 31,0      |           |           |           | 6           | 8           | 75,0        | 16       | 27       | 43       | 2      | 1      | 21    | 7     |     | 18   | 0,39 | -14  |
| Amodeo Fabiana          | 20      | 12      |         | 9   | 68   | 16    | 3     | 4         | 14        | 28,6      |           |           |           | 1           | 2           | 50,0        | 2        | 4        | 6        |        | 1      | 11    | 5     |     | -16  | 0,17 | -6   |
| Catrini Maria Clara     | 7       | 5       |         | 2   | 20   | 3     | 1     | 1         | 4         | 25,0      |           |           |           |             |             |             | 1        | 3        | 4        |        |        |       | 1     |     | 2    | 0,29 | 1    |
| Imeneo Valeria          | 11      | 2       |         | 2   | 7    |       |       | 1         | 1         | 100,0     |           |           |           |             |             |             |          | 2        | 2        |        |        | 2     | 1     |     | 3    | 0,06 | -1   |